# Зелена Гута
Зелена Гу́та (до 1946 року - Гута Зелена) — село в Україні, у Львівському районі Львівської області. Населення становить 242 особи. Орган місцевого самоврядування — Рава-Руська міська рада.

## Історія
Село належало до Равського повіту. На 01.01.1939 в селі проживало 120 мешканців, з них 100 українців-грекокатоликів, 5 українців-римокатоликів, 10 поляків і 5 євреїв.

## Населення

### Мова
Розподіл населення за рідною мовою за даними :
| Мова       | Кількість | Відсоток |
| ---------- | --------- | -------- |
| українська | 241       | 99.59%   |
| російська  | 1         | 0.41%    |
| Усього     | 242       | 100%     |